# Фридрих Вильгельм IV
Фридрих Вильгельм IV (нем. Friedrich Wilhelm IV.; 15 октября 1795, Берлин — 2 января 1861, Потсдам) — король Пруссии с 7 июня 1840 года из династии Гогенцоллернов. Фридрих Вильгельм IV — старший сын Фридриха Вильгельма III и Луизы Мекленбург-Стрелицкой. Старший брат первого императора объединённой Германии Вильгельма I и русской императрицы Александры Фёдоровны.

## Детство и юношество
Фридрих Вильгельм родился в 1795 году, когда его отец был ещё кронпринцем Пруссии. Крещение младенца состоялось в берлинском Дворце кронпринцев на Унтер-ден-Линден 28 октября 1795 года. В 1797 году после смерти деда Фридриха Вильгельма II отец Фридриха Вильгельма взошёл на престол, и двухлетний Фридрих Вильгельм получил титул кронпринца. 15 сентября 1801 года был награждён орденом Св. Андрея Первозванного.
Воспитателем Фридриха Вильгельма родители назначили первоначально Фридриха Дельбрюка, а позднее Фридриха Ансильона, с которым Фридриха Вильгельма связывали близкие отношения в течение всей его жизни.
Первым крупным переживанием в жизни кронпринца стало поражение прусской армии в битве при Йене и Ауэрштедте 14 октября 1806 года. Королевская семья бежала в Восточную Пруссию. Среди детей Фридрих Вильгельм был единственным, кто понимал трагизм этого бегства. Победа над Наполеоном легла в основу написанного кронпринцем в 1816—1817 годах романа в письмах «Королева Борнео».

## Женитьба

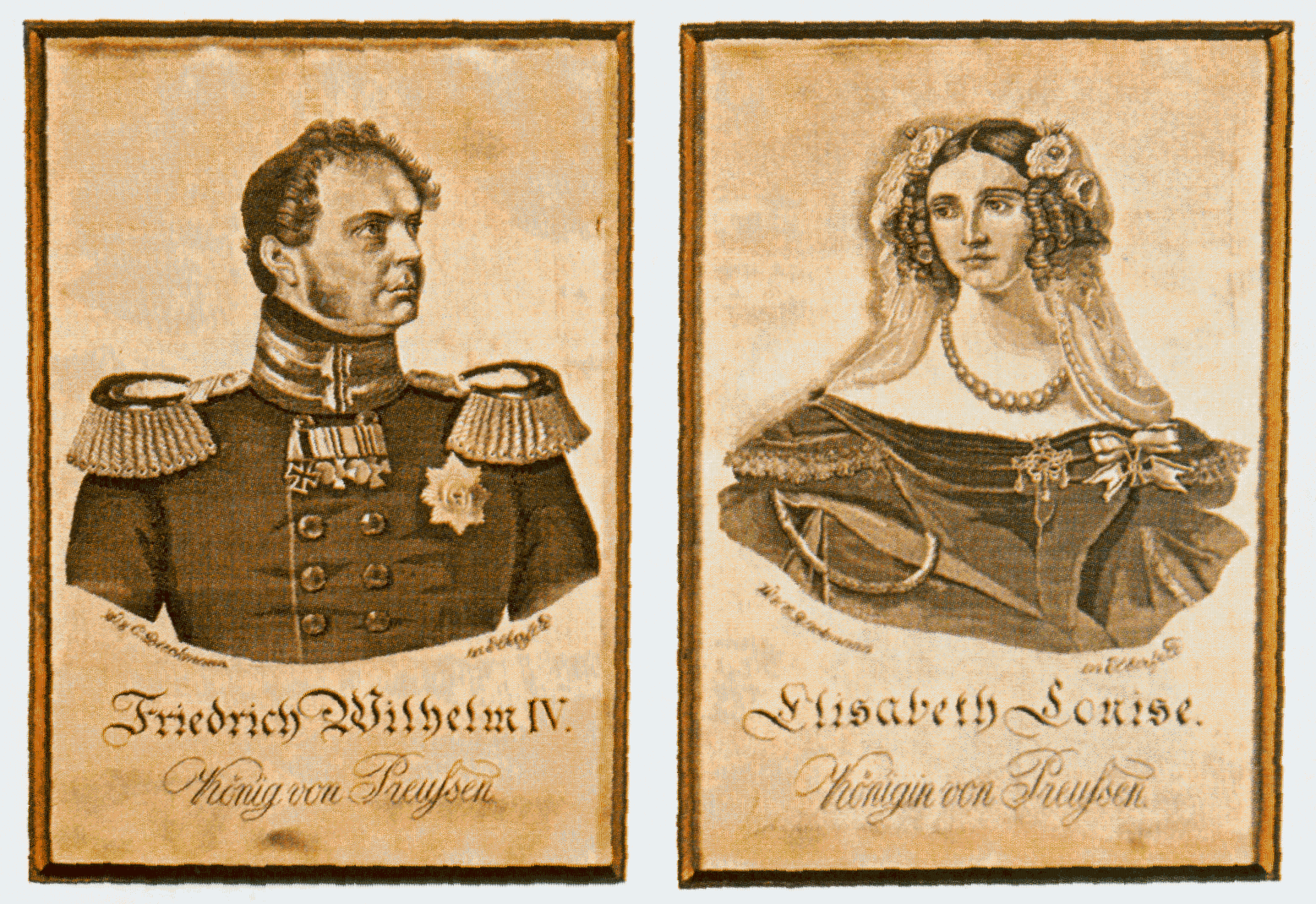
Фридрих Вильгельм IV и его супруга Елизавета Людовика. 1847

29 ноября 1823 года Фридрих Вильгельм сочетался браком с Елизаветой Людовикой Баварской. Кронпринц обратил внимание на баварскую принцессу во время специально предпринятой поездки в поисках невесты и приступил к ухаживаниям. Несмотря на то, что этот союз был желанным по политическим мотивам как для прусской, так и для баварской стороны, препятствием для женитьбы стали неожиданные конфессиональные сложности, поскольку Елизавета отказалась перейти в протестантство, а король Пруссии не мог принять кронпринцессу-католичку. Фридрих Вильгельм в свою очередь заявил, что упорство принцессы делает её лишь дороже. Лишь благодаря дипломатическим усилиям обеих сторон удалось прийти к компромиссу, состоявшему в том, что Елизавета поначалу сохранит своё вероисповедание, но будет изучать протестантство и тем самым проявлять сдержанность в исповедовании католицизма. После долгих лет жизни при прусском дворе Елизавета в конечном итоге добровольно стала протестанткой.
Брак Фридриха Вильгельма и Елизаветы по всем свидетельствам был счастливым, но остался бездетным. Врач Кристоф Вильгельм Гуфеланд признал, что ещё в юношеском возрасте диагностировал у наследника прусского трона импотенцию.

## Политическая ситуация
В годы правления отца Фридриха Вильгельма III Пруссия после победы над Наполеоном вела политику Реставрации с использованием репрессивных мер. Под влиянием Меттерниха была введена цензура прессы, буржуазные стремления к свободе и национальному объединению подавлялись.
Только в 1836 году было арестовано 204 протестовавших студента, в отношении нескольких из них были вынесены смертные приговоры. Закон о смешанных браках повлёк жёсткий конфликт с католической церковью. В 1825 году этот закон, предписывавший детям в смешанных браках принимать вероисповедание отцов, вступил в силу по всей Пруссии. Несколько епископов игнорировали закон, за что были арестованы, например, архиепископ Кёльна Клеменс Август Дросте цу Вишеринг, и конфликт с Ватиканом продолжал обостряться.

## Правление Фридриха Вильгельма IV
Взойдя на прусский трон в 1840 году, Фридрих Вильгельм IV завершил реставрационную политику своего отца и положил конец конфликту с католиками, приняв для них некоторые важные послабления. Он также прекратил преследование старолютеран, освободив лютеранских пасторов, позволил им создать собственную организацию и возводить собственные храмы, хотя и с некоторыми ограничениями — без башен и колоколов. Многие смертные приговоры были отменены, прекращено так называемое «преследование демагогов», а все либеральные мыслители были выпущены из заключения. Сохранялась лишь цензура прессы. В 1840-57 годах Фридрих Вильгельм IV был суверенным правителем Невшателя, впоследствии он сохранил за собой этот титул.

### Первые годы правления

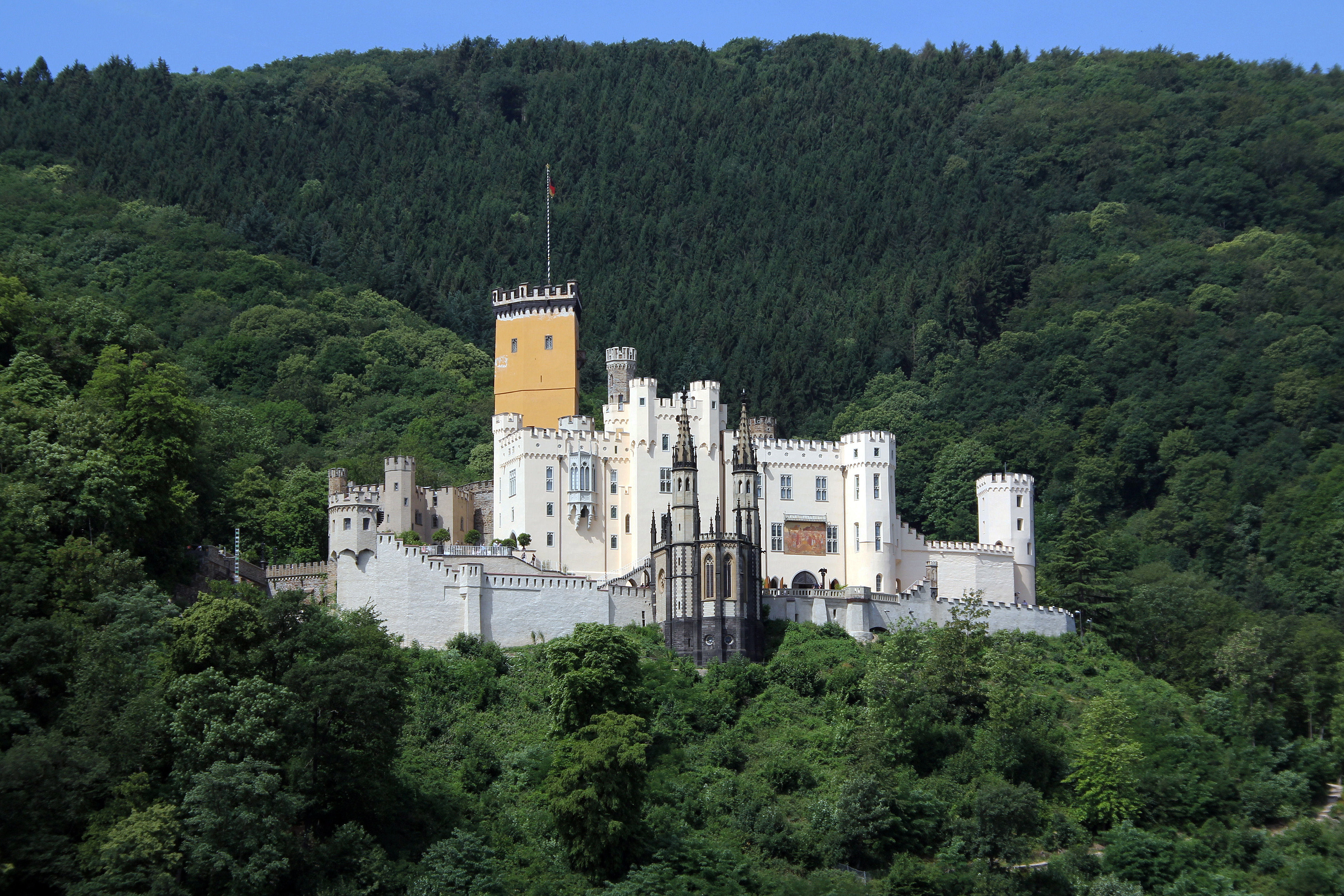
Замок Штольценфельс — летняя резиденция короля Фридриха Вильгельма IV

В 1842 году король выступил на празднике строительства соборов, на котором объявил о своём решении продолжить строительство Кёльнского собора. До этого в 1840 году он дал разрешение на учреждение Союза по строительству соборов. Он приветствовал праздник и считал его важным символом единства Германии и вместе с архиепископом Иоганнесом фон Гейсселем заложил первый камень в продолжение строительства. Фридрих Вильгельм был покровителем искусств. В Потсдаме в парке Сан-Суси по его инициативе началось строительство Фриденскирхе по образцу римской церкви Сан-Клементе и Санта-Мария Космедин. К югу от Кобленца по указанию короля был возведён замок Штольценфельс и была восстановлена в неоготическом стиле родовая крепость династии Гогенцоллерн под Хехингеном.
26 июля 1844 года бывший бургомистр города Шторкова Генрих Людвиг Чех, считавший, что ему было несправедливо отказано в восстановлении на государственной службе, выстрелил из пистолета в короля и его жену у входа в Берлинский дворец. Фридрих Вильгельм и Елизавета не пострадали.

### Объединённый ландтаг Пруссии
В 1847 году Фридрих Вильгельм созвал объединённый ландтаг, который потребовал принятия конституции. Король отверг эту идею и оспорил право депутатов вести политические дискуссии. Этим король вызвал не только недовольство либералов, но и непонимание приверженцев старосословных порядков и даже ультраконсерваторов. Роспуск объединённого ландтага ещё раз обострил кризис легитимации абсолютистского прусского государства.

### Революция 1848 года и имперская депутация

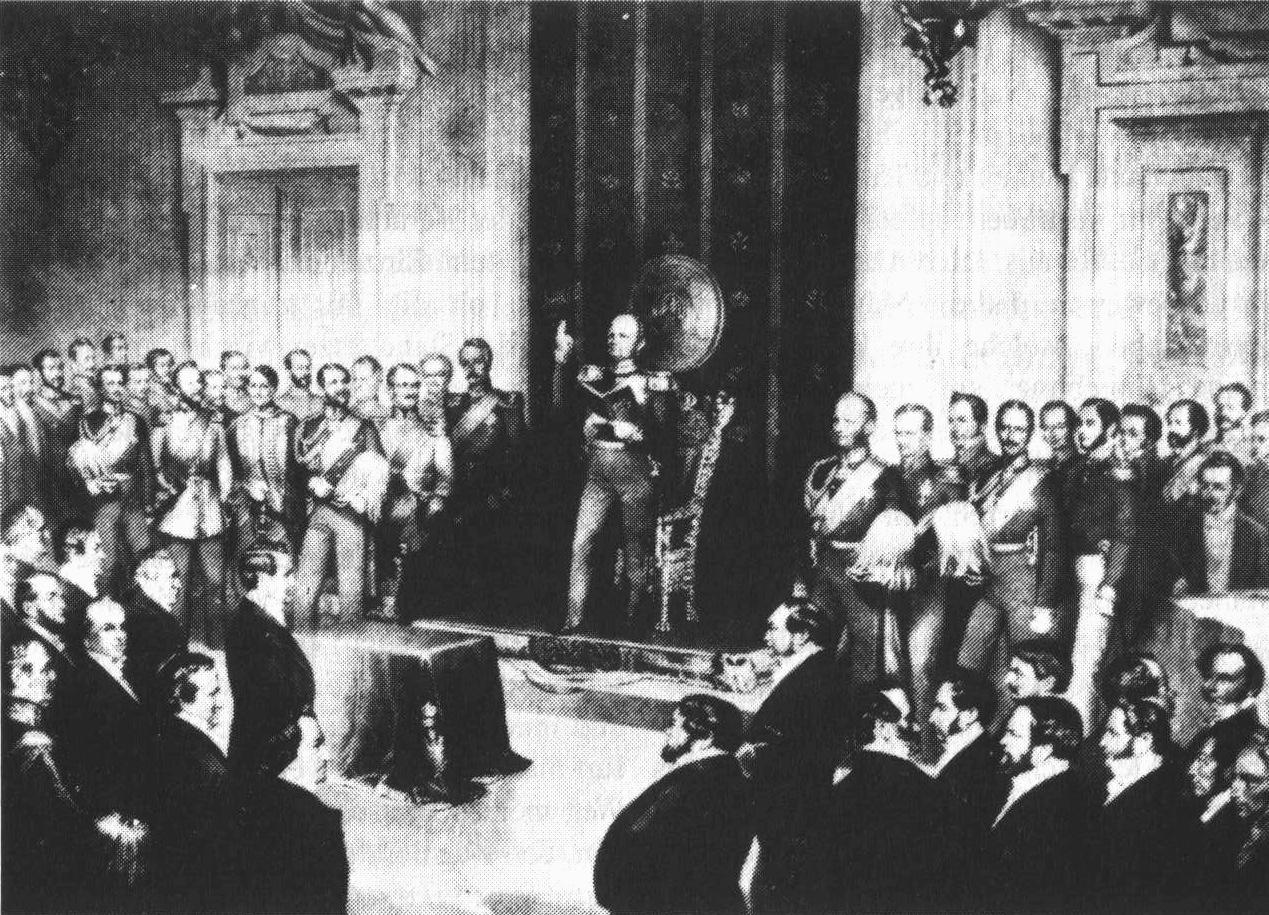
Имперская депутация. Ксилография

После начала Мартовской революции 1848 года Фридрих Вильгельм с неохотой пошёл на уступки, как считается, под влиянием своего придворного проповедника д-ра Фридриха Штрауса. В частности, 18 марта он отменил цензуру прессы и пообещал начать работу над общегерманской конституцией. Когда жители Берлина направились к королевскому дворцу выразить королю за это благодарность и побудить его к дальнейшим мерам, присутствие военных перед дворцом вызвало беспорядки. Король отдал прусским войскам приказ прекратить скандал, но при развёртывании войск по оплошности было произведено два выстрела, от которых хотя никто и не пострадал, но возникла паника, а слухи о кровавой расправе, учинённой военными, и сотнях убитых послужили поводом к началу уличных боёв, повлёкших серьёзные потери.
19 марта войска были выведены. 21 марта король с чёрно-красно-золотой перевязью через плечо проскакал через город и объявил свою волю — объединение и свобода Германии. Втайне он написал своему брату, принцу Вильгельму: «Я был вынужден нацепить на себя имперские цвета, чтобы спасти всё. Как только всё удастся, … я их опять сниму». Таким образом, Фридрих Вильгельм с самого начала собирался противостоять изменившейся расстановке сил в революции с помощью контрреволюции. В новейших публикациях (например, Дэвида Барклая и Рюдигера Хахтманна) подчёркивается хорошо продуманный расчёт Фридриха Вильгельма, позволивший ему с помощью временного отступления вернуть себе абсолютную власть.
После того, как в ноябре 1848 года он принял решение о разоружении берлинского гражданского ополчения, прусское национальное собрание было переведено в Бранденбург и в конечном счёте распущено.

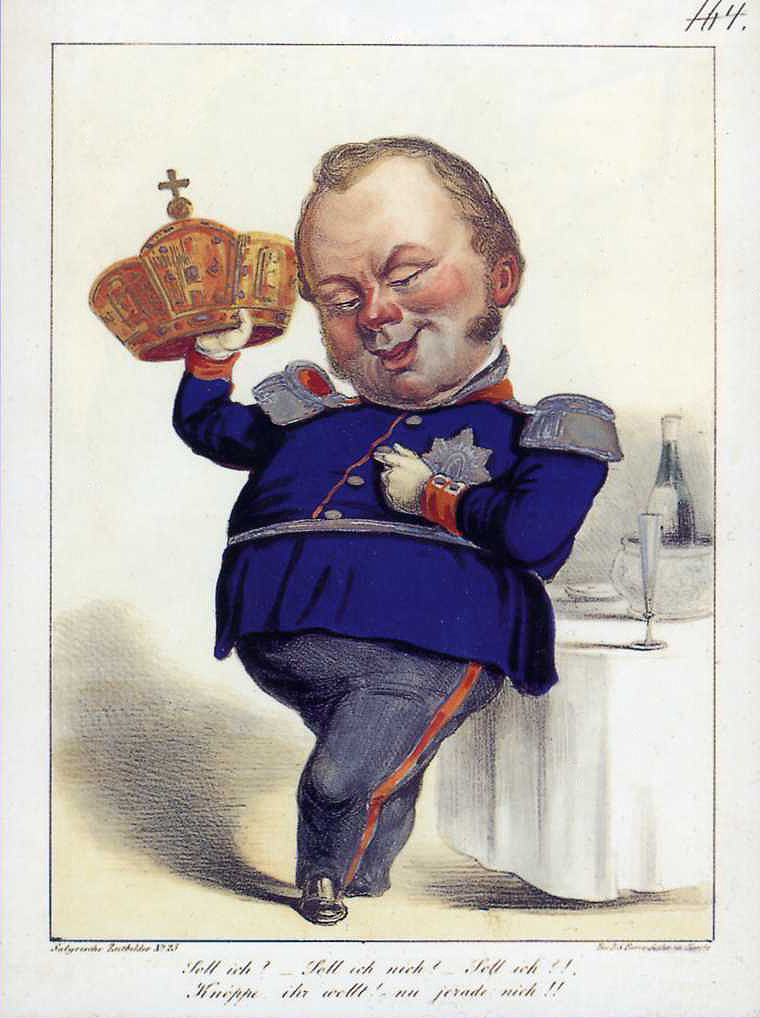
Карикатура на тему отказа от имперской короны. Не вполне трезвый Фридрих Вильгельм гадает, отсчитывая пуговицы: «Должен ли я принимать? Не должен? Должен ли принять? Пуговицы, будет вам! Вот именно поэтому я не буду!»

5 декабря 1848 года контрреволюционное министерство Бранденбурга навязало новую конституцию Пруссии, которая хотя и предусматривала создание свободно избираемого парламента, но оставляла власть преимущественно за монархами. Фридрих Вильгельм согласился с конституцией, которая должна была предоставляться заново на утверждение при интронизации каждому из его преемников, но в тайне приказал, чтобы при предоставлении на утверждение преемник также получал письмо, в котором Фридрих Вильгельм призывал его отказать в утверждении конституции. Этот дополнительный документ был проигнорирован Вильгельмом I и Фридрихом III и сожжён Вильгельмом II. Вынужденный принять конституцию в Пруссии, Фридрих Вильгельм оказывал массированное давление на своего племянника, великого герцога Мекленбург-Шверина Фридриха Франца II с целью предотвращения принятия или отмены конституции в обеих частях Мекленбурга, что в союзе с реакционными дворянством и герцогом Мекленбург-Стрелица удалось путём апелляции в верховный суд) и внесло свою лепту в консервацию отсталых отношений в Мекленбурге.
3 апреля 1849 года имперская депутация Франкфуртского национального собрания предложила королю принять императорскую корону. Имперская депутация была допущена во дворец только через вход для поставщиков. Фридрих Вильгельм зачитал речь, подготовленную премьер-министром Бранденбурга, которая допускала принятие короны на определённых условиях, но была составлена таким образом, что имперские депутаты могли счесть её отказом. Внутренне он обосновал своё личное неприятие тем, что не желает «короны из сточной канавы», обозвав эту корону собачьим ошейником. Когда кампания по поводу имперской конституции и начавшаяся на её фоне майская революция 1849 года были подавлены имперскими войсками под прусским командованием, германская революция окончательно захлебнулась.
Несколько позже доверенное лицо Фридриха Вильгельма, генерал-консерватор Йозеф Мария фон Радовиц, предложил малогерманский путь в тесной связи с Австрией, который мог понравиться и королю. Но австрийцы и многие консервативные советники отвергли это предложение, поэтому был вновь образован германский союз.

### Конституция Пруссии 1850 года

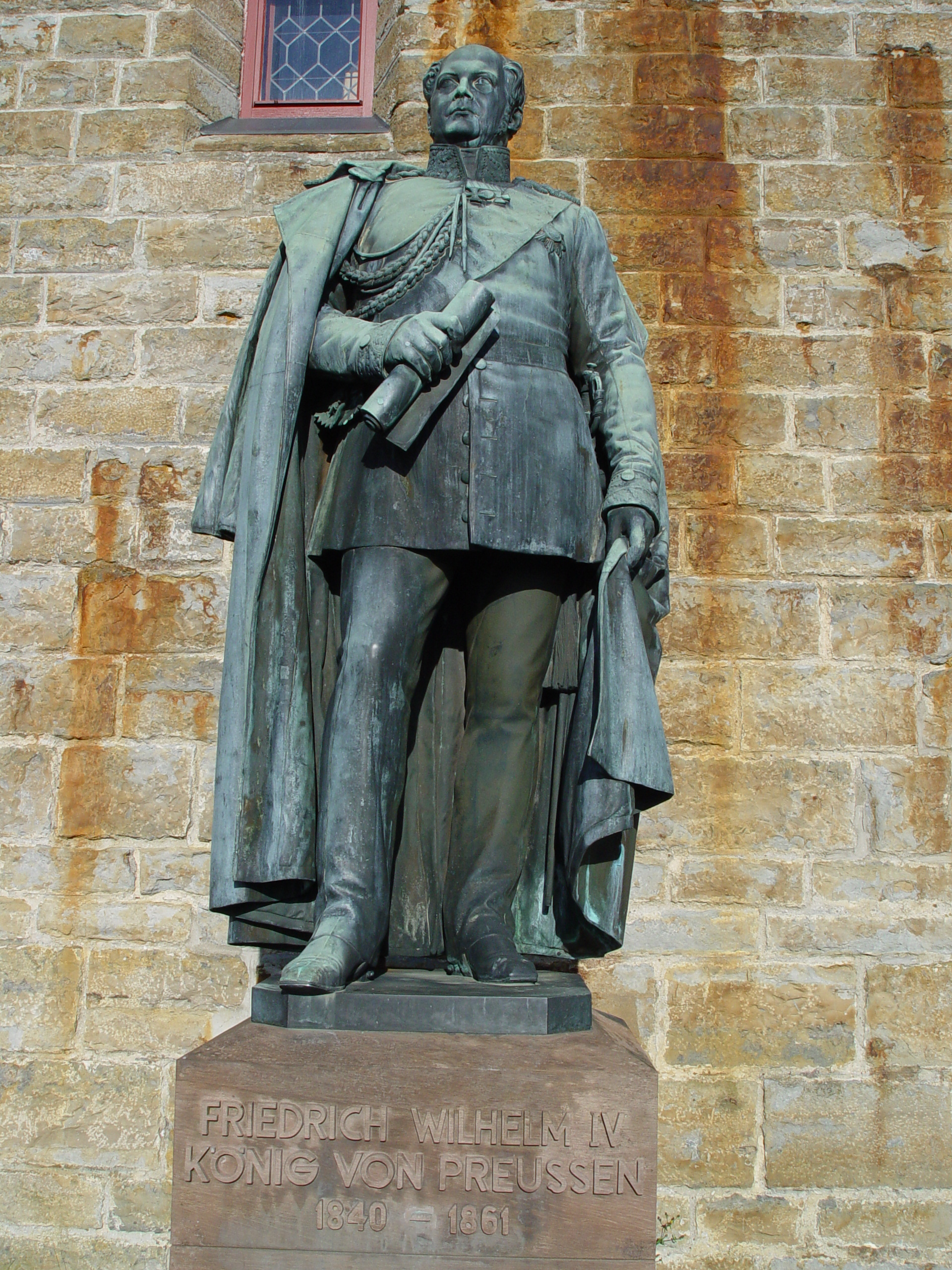
Статуя Фридриха Вильгельма IV в замке Гогенцоллерн

Устранение и роспуск прусского национального собрания без применения силы и октроированная конституция от 5 декабря 1848 года обозначили конец революции в Пруссии в результате государственного переворота. Поскольку конституция была навязана, то есть назначена сверху без голосования, можно было предполагать другие изменения.
Назначенные конституцией две палаты собрались на первое заседание 26 февраля 1849 года. В первой палате действовал более высокий избирательный ценз, то есть в ней доминировало дворянство. На первых выборах во вторую палату действовало всеобщее и равное избирательное право. Вторая палата сразу имела дело с правительством, признав 21 апреля 1849 года имперскую конституцию. Поскольку это противоречило властным претензиям короля, он распустил вторую палату 27 апреля 1849 года. 20 мая 1849 года чрезвычайным декретом он ввёл трёхклассовое избирательное право для второй палаты. Дифференцированные в зависимости от дохода сильно различающиеся по численности группы отныне избирали фиксированное количество депутатов. С учётом многочисленных предложенных изменений и оговорок в пользу короны пересмотренная конституция вступила в силу 2 февраля 1850 года. В 1853 году король принял решение о наследственной передаче места в созданной верхней палате для определённого круга лиц. Он также оставил за собой право самостоятельно назначать отдельных депутатов. Конституция действовала вплоть до Ноябрьской революции 1918 года.

### Последние годы правления

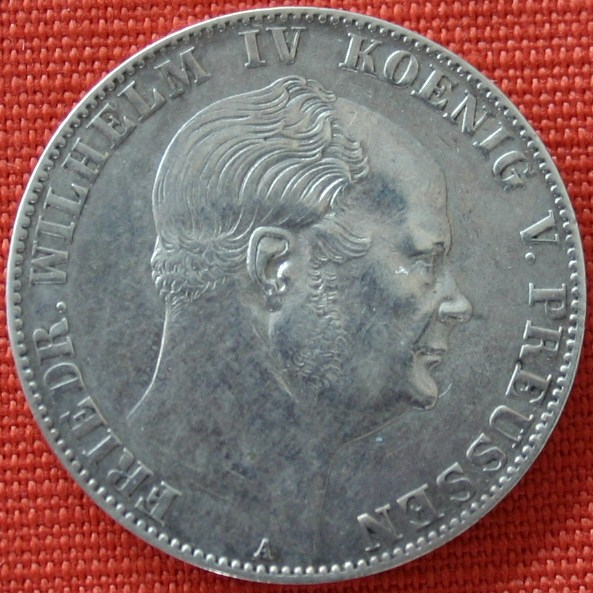
Талер 1860 года с изображением Фридриха Вильгельма IV

В 1850 году княжества Гогенцоллерн-Зигмаринген и Гогенцоллерн-Гехинген были подчинены Пруссии в качестве нового административного округа «Земли Гогенцоллернов». Помимо этого королю принадлежала решающая роль в восстановлении замка Гогенцоллерн.

## Болезнь и неспособность управлять государством
В 1857 году Фридрих Вильгельм IV перенёс несколько ударов и из-за ограниченности в речи не мог далее самостоятельно управлять государством. Супруга Фридриха Вильгельма IV Елизавета Людовика Баварская позаботилась о том, чтобы король передал бразды правления Пруссией своему брату Вильгельму 7 октября 1858 года. После этого монаршая чета предпринимала длительные поездки по Европе, кульминацией которых стал визит к римскому папе.

## Смерть и погребение

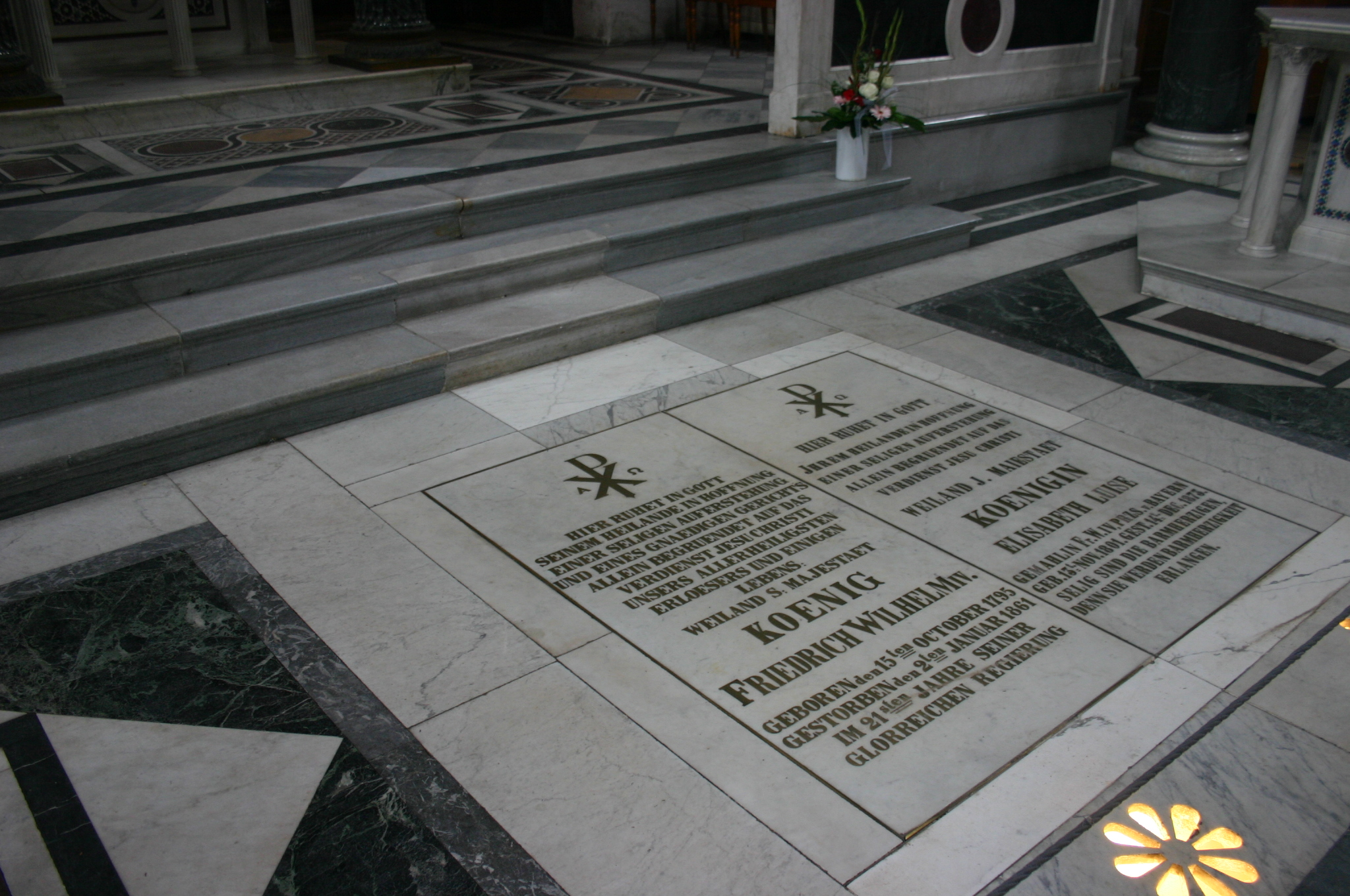
Надгробие Фридриха Вильгельма IV во Фриденскирхе в Потсдаме

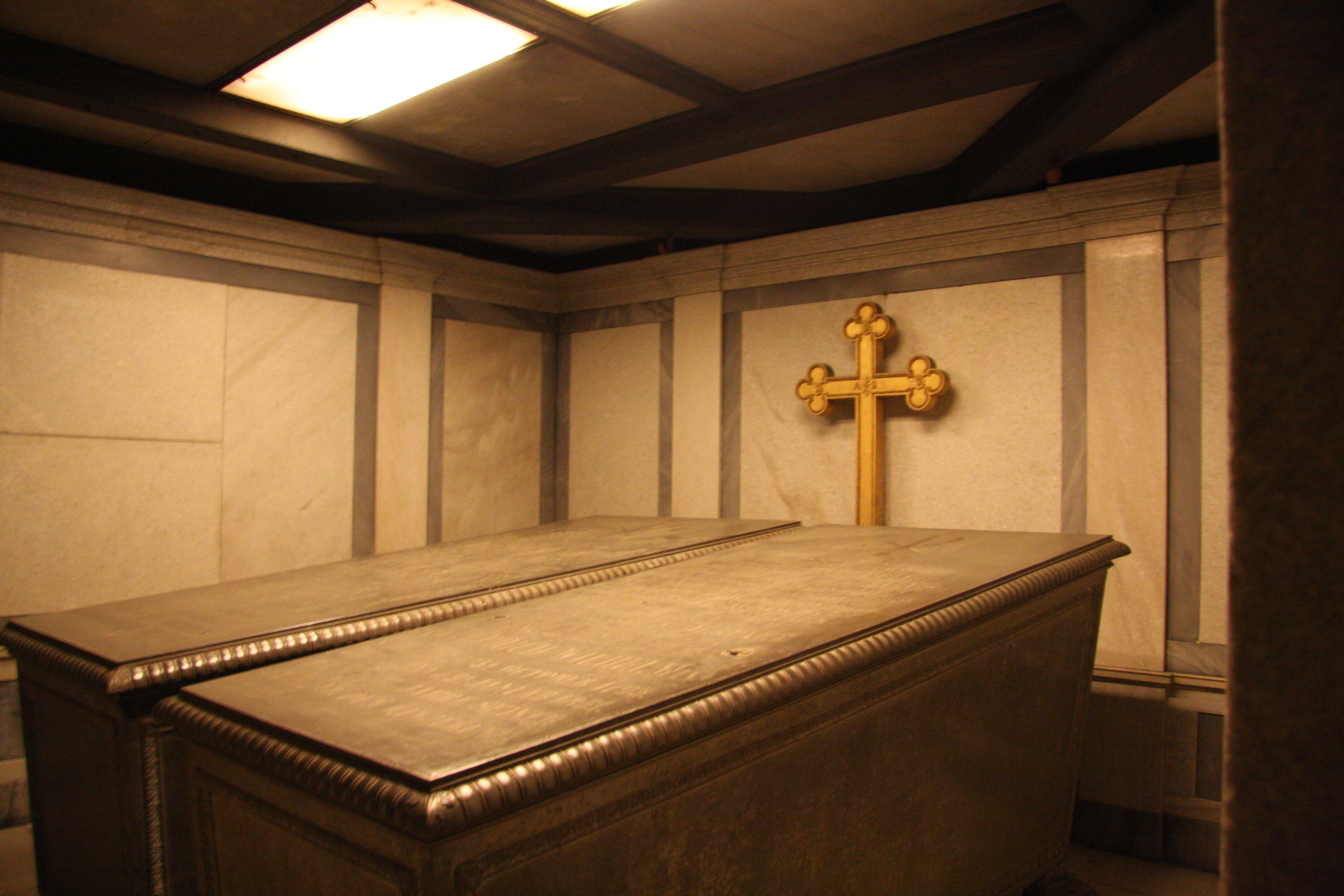
Склеп с саркофагами Фридриха Вильгельма IV и Елизаветы Людовики Баварской под алтарём во Фриденскирхе

О смерти больного короля сохранилось письменное свидетельство, написанное его флигель-адъютантом принцем Крафтом цу Гогенлоэ-Ингельфингеном, в чьи задачи входило оповещение ближайших родственников. Около полуночи, с наступлением 1861 года, Гогенлоэ телеграфировал принц-регенту: «Внезапно более быстрое приближение к концу, чем следовало ожидать. Кончина возможна в любой момент. Верноподданически передаю на Ваше усмотрение, нужно ли и когда сообщить об этом ночью королевской семье».
Принц Вильгельм велел уведомить всю королевскую семью и незамедлительно отбыл в Потсдам. Сообщалось, что в Берлине вскоре невозможно было достать локомотив, поскольку каждый член королевского дома воспользовался отдельным составом, спеша на прощание с умирающим. Принц Фридрих Карл якобы прибыл в дворец Сан-Суси на санях.
Смерть монарха наступила практически публично. 2 января 1861 года последний удар завершил страдания короля. В соответствии с указаниями, содержавшимися в королевском завещании 1854 года, Фридрих Вильгельм IV был погребён во Фриденскирхе в Потсдаме, а извлечённое из тела сердце было захоронено у входа в склеп дворца Шарлоттенбург, где нашли своё последнее упокоение родители монарха.